# Tyler Hoechlin
Tyler Lee Hoechlin (ur. 11 września 1987 w Coronie) – amerykański aktor telewizyjny i filmowy.

## Życiorys

### Wczesne lata
Urodził się w Coronie w Kalifornii, jako syn Lori i Dona Hoechlinów. Jego ojciec miał pochodzenie niemieckie i szwajcarskie, a matka miała korzenie angielskie, niemieckie, norweskie, szkockie i irlandzkie. Wychowywał się z dwoma braćmi, Tannerem (ur. 27 maja 1989) i Travisem, oraz siostrą Carrie. 
W wieku siedmiu lat zaczął trenować baseball. Mając 9 lat był członkiem amerykańskiej drużyny baseballowej na meczach Pan-American. W 2006 ukończył Santiago High School w Corona. Otrzymał stypendium na Uniwersytecie Stanu Arizona, gdzie grał w terenie, a drużyna Battle Creek Bombers dotarła do College World Series w Omaha w stanie Nebraska. W 2008, po roku spędzonym w stanie Arizona, przeniósł się na Uniwersytet Kalifornijski w Irvine. Grał jako drugobazowy dla UC Irvine Anteaters. W tym czasie grał także w ligach letnich.

### Kariera
Jako 9–latek brał udział w reklamach. W wieku 11 lat wystąpił jako Zach w filmie Happy Haunting – Party at Disneyland! (1998) z serii VHS Disney Sing-Along Songs. Wystąpił jako Jeff Jo w dramacie rodzinnym Drzewo życia (Family Tree, 1999). Mając 13 lat pokonał ponad 2 tys. kandydatów do roli Michaela Sullivana Jr., dwunastoletniego syna Michaela Sullivana (Tom Hanks), w dramacie gangsterskim Sama Mendesa Droga do zatracenia (2002), za którą otrzymał Nagrodę Saturna w kategorii najlepszy młody aktor i Young Artist Award. Był przesłuchany do roli Maxa Petroniego w komedii sensacyjnej McG Aniołki Charliego: Zawrotna szybkość, którą ostatecznie zagrał Shia LaBeouf. Za rolę Martina Brewera w serialu Siódme niebo (2003–2007) zdobył dwie nominacje do Teen Choice Awards (2004) w kategorii „przełomowa rola męska” i „aktor telewizyjny” oraz był nominowany do Young Artist Award. Odrzucił główną rolę w filmie Zmierzch, aby skupić się na swojej karierze baseballowej w college’u. Ponownie skupił się na aktorstwie po kontuzji podczas gry w baseball.
W grudniu 2013 znalazł się na okładce „TV Guide”. W melodramacie erotycznym Jamesa Foleya Nowe oblicze Greya (Fifty Shades Freed, 2018) pojawił się jako Boyce Fox. W biograficznym dramacie sportowym Bigger: Historia Joego Weidera (Bigger, 2018) został obsadzony w tytułowej roli Joego Weidera.

## Filmografia
| Rok       | Tytuł                                          | Rola                           | Informacja                                                |
| --------- | ---------------------------------------------- | ------------------------------ | --------------------------------------------------------- |
| 1999      | Drzewo życia                                   | Jeff Jo                        | film                                                      |
| 2001      | Train Quest                                    | Billy                          | film                                                      |
| 2002      | Droga do zatracenia                            | Michael Sullivan Jr.           | Nagroda Saturna w kategorii najlepszy młody aktor/aktorka |
| 2003–2007 | Siódme niebo (7th Heaven)                      | Martin Brewer                  | serial                                                    |
| 2007      | Zemsta niedźwiedzicy                           | Wes Harding                    | film                                                      |
| 2007      | CSI: Kryminalne zagadki Miami                  | Shawn Hodges                   | odcinek Sunblock                                          |
| 2008      | Przesilenie                                    | Nick                           | film                                                      |
| 2009      | Castle                                         | Dylan                          | odcinek Fool Me Once... (sezon 2, odcinek 4)              |
| 2011      | Open Gate                                      | Kaleb                          | film                                                      |
| 2011      | Bez smyczy                                     | Gerry                          | film                                                      |
| 2011      | Teen Wolf: Nastoletni wilkołak                 | Derek Hale                     | serial                                                    |
| 2014      | Undrafted                                      | Dells                          |                                                           |
| 2016      | Każdy by chciał!!                              | Glen McReynolds                | a.k.a. That's What I'm Talking About                      |
| 2016      | Stratton: First Into Action                    | Marty                          | postprodukcja                                             |
| 2016–2021 | Supergirl                                      | Clark Kent/Superman            | serial                                                    |
| 2017      | Fifty Shades Darker                            | Boyce Fox                      | film                                                      |
| 2018      | The Domestics                                  | Mark West                      | film                                                      |
| 2018      | Bigger                                         | Joe Weider                     | film                                                      |
| 2018      | Kiedy się pojawiłaś                            | Frank                          | film                                                      |
| 2019      | Nie powiesz nikomu?                            | Jack Harper                    | film                                                      |
| 2020      | DC’s Legends of Tomorrow (Legends of Tomorrow) | Kal-El / Clark Kent / Superman | serial                                                    |
| 2021–2024 | Superman & Lois                                | Clark Kent/Superman            | serial                                                    |